# Circonscription électorale de Gérone (Catalogne)
Ne doit pas être confondu avec Circonscription électorale de Gérone.
 (janvier 2025).
La circonscription de Gérone est une circonscription électorale de la Catalogne. Elle correspond au territoire de la province de Gérone. Elle élit 17 députés lors des élections au Parlement de Catalogne et compte 510 826 électeurs inscrits en 2015.

Situation de la circonscription de Gérone.

## Élections au Parlement de Catalogne de 1980

### Résultats
Aux élections au Parlement de Catalogne de 1980, douze listes sont candidates dans la circonscription de Gérone. Le taux de participation est de 67,72 %.
| Rang  | Liste | Liste                                                    | Voix      | %       | Sièges |
| ----- | ----- | -------------------------------------------------------- | --------- | ------- | ------ |
| 1     |       | Convergence et Union (CiU)                               | +084 451, | 37,12 % | 7      |
| 2     |       | Parti des socialistes de Catalogne (PSC)                 | +044 691, | 19,64 % | 4      |
| 3     |       | Centristes de Catalunya-UCD (ca) (CC-UCD)                | +034 482, | 15,16 % | 3      |
| 4     |       | Esquerra Republicana de Catalunya (ERC)                  | +024 201, | 10,64 % | 2      |
| 5     |       | Parti socialiste unifié de Catalogne (PSUC)              | +021 253, | 9,34 %  | 1      |
| 6     |       | Nacionalistes d'Esquerra (ca) (NE)                       | +005 427, | 2,39 %  | 0      |
| 7     |       | Solidaritat Catalana (ca) (SC)                           | +003 288, | 1,45 %  | 0      |
| 8     |       | Partido Socialista de Andalucía-Partido Andaluz (PSA-PA) | +002 992, | 1,32 %  | 0      |
| 9     |       | Fuerza Nueva (FN)                                        | +002 323, | 1,02 %  | 0      |
| 10    |       | Candidatura d'Unitat Popular pel Socialisme (ca) (CUPS)  | +001 262, | 0,55 %  | 0      |
| 11    |       | Unitat Comunista (ca) (UC)                               | +001 101, | 0,48 %  | 0      |
| 12    |       | Bloc d'Esquerra d'Alliberament Nacional (ca) (BEAN)      | +000777,  | 0,34 %  | 0      |
| Total | Total | Total                                                    | 226 248   |         | 17     |

### Députés élus
Cinq listes sont représentées au Parlement de Catalogne.
| Liste | Liste                                | Rang                         | Nom                       |
| ----- | ------------------------------------ | ---------------------------- | ------------------------- |
|       | Convergence et Union                 | 1                            | Joan Vidal i Gayola       |
| 2     | Convergence et Union                 | Ramon Sala i Canadell        |                           |
| 3     | Convergence et Union                 | Concepció Ferrer i Casals    |                           |
| 4     | Convergence et Union                 | Josep M. Nolla Panadès       |                           |
| 5     | Convergence et Union                 | Ricard Masó i Llunes         |                           |
| 6     | Convergence et Union                 | Jordi Martínez Planas        |                           |
| 7     | Convergence et Union                 | Trinitat Neras Plaja         |                           |
|       | Parti des socialistes de Catalogne   | 1                            | Xavier Guitart i Domènech |
| 2     | Parti des socialistes de Catalogne   | Salvador Suñer Aymerich      |                           |
| 3     | Parti des socialistes de Catalogne   | José Montero García          |                           |
| 4     | Parti des socialistes de Catalogne   | Daniel Terradellas Redon     |                           |
|       | Centristes de Catalunya-UCD          | 1                            | Marià Lorca i Bard        |
| 2     | Centristes de Catalunya-UCD          | Enrique Manuel Rimbau Tomás  |                           |
| 3     | Centristes de Catalunya-UCD          | Albert Planasdemunt i Gubert |                           |
|       | Esquerra Republicana de Catalunya    | 1                            | Francesc Dalmau i Norat   |
| 2     | Esquerra Republicana de Catalunya    | Marçal Casanovas i Guerri    |                           |
|       | Parti socialiste unifié de Catalogne | 1                            | Lluís Medir Huerta        |

## Élections au Parlement de Catalogne de 1984

### Résultats
Aux élections au Parlement de Catalogne de 1984, quatorze listes sont candidates dans la circonscription de Gérone. Le taux de participation est de 69,84.
| Rang  | Liste | Liste                                                        | Voix      | %       | Sièges |
| ----- | ----- | ------------------------------------------------------------ | --------- | ------- | ------ |
| 1     |       | Convergence et Union (CiU)                                   | +147 208, | 59,64 % | 11     |
| 2     |       | Parti des socialistes de Catalogne (PSC)                     | +053 058, | 21,50 % | 4      |
| 3     |       | Esquerra Republicana de Catalunya (ERC)                      | +015 175, | 6,15 %  | 1      |
| 4     |       | Alianza Popular-Partido Demócrata Popular-U.Libe (AP-PDP-UL) | +013 807, | 5,59 %  | 1      |
| 5     |       | Parti socialiste unifié de Catalogne (PSUC)                  | +007 811, | 3,16 %  | 0      |
| 6     |       | CE Entesa dels Nacionalistes d'Esquerra (ca) (CE ENE)        | +003 861, | 1,56 %  | 0      |
| 7     |       | Partit dels i les Comunistes de Catalunya (ca) (PCC)         | +002 333, | 0,95 %  | 0      |
| 8     |       | Partit Socialista dels Treballadors (ca) (PST)               | +000637,  | 0,26 %  | 0      |
| 9     |       | Partit Socialdemòcrata de Catalunya (ca) (PSDC)              | +000570,  | 0,23 %  | 0      |
| 10    |       | Parti ouvrier socialiste internationaliste (POSI)            | +000435,  | 0,18 %  | 0      |
| 11    |       | Partit Obrer Revolucionari d'Espanya (ca) (PORE)             | +000221,  | 0,09 %  | 0      |
| 12    |       | Parti communiste d'Espagne (marxiste-léniniste) (PCE-ml)     | +000213,  | 0,09 %  | 0      |
| 13    |       | Ligue communiste révolutionnaire (LCR)                       | +000151,  | 0,06 %  | 0      |
| 14    |       | Moviment Comunista de Catalunya (ca) (MCC)                   | +00 0000, | 0,00 %  | 0      |
| Total | Total | Total                                                        | 245 480   |         | 17     |

### Députés élus
Quatre listes sont représentées au Parlement de Catalogne.
| Liste | Liste                              | Rang                      | Nom                       |
| ----- | ---------------------------------- | ------------------------- | ------------------------- |
|       | Convergence et Union               | 1                         | Arcadi Calzada Salavedra  |
| 2     | Convergence et Union               | Concepció Ferrer i Casals |                           |
| 3     | Convergence et Union               | Pompeu Pascual Busquets   |                           |
| 4     | Convergence et Union               | Ricard Masó i Llunes      |                           |
| 5     | Convergence et Union               | Jordi Martínez Planas     |                           |
| 6     | Convergence et Union               | Trinitat Neras Plaja      |                           |
| 7     | Convergence et Union               | Josep Moliner i Florensa  |                           |
| 8     | Convergence et Union               | José Oriol Suñer Carbó    |                           |
| 9     | Convergence et Union               | José Montalat Cufí        |                           |
| 10    | Convergence et Union               | Federico Martínez Ibáñez  |                           |
| 11    | Convergence et Union               | Pere Casals i Lezcano     |                           |
|       | Parti des socialistes de Catalogne | 1                         | Emili Pallach Carola      |
| 2     | Parti des socialistes de Catalogne | Antoni Siurana Zaragoza   |                           |
| 3     | Parti des socialistes de Catalogne | Daniel Terradellas Redon  |                           |
| 4     | Parti des socialistes de Catalogne | Manel Nadal i Farreras    |                           |
|       | Alliance populaire                 | 1                         | Jaume Veray Batlle        |
|       | Esquerra Republicana de Catalunya  | 1                         | Marçal Casanovas i Guerri |

## Élections au Parlement de Catalogne de 1988

### Résultats
Aux élections au Parlement de Catalogne de 1988, vingt-et-une listes sont candidates dans la circonscription de Gérone. Le taux de participation est de 65,63 %.
| Rang  | Liste | Liste                                                                | Voix      | %       | Sièges |
| ----- | ----- | -------------------------------------------------------------------- | --------- | ------- | ------ |
| 1     |       | Convergence et Union (CiU)                                           | +135 146, | 56,27 % | 11     |
| 2     |       | Parti des socialistes de Catalogne (PSC)                             | +056 765, | 23,63 % | 5      |
| 3     |       | Esquerra Republicana de Catalunya (ERC)                              | +013 175, | 5,49 %  | 1      |
| 4     |       | Iniciativa per Catalunya (IC)                                        | +009 363, | 3,90 %  | 0      |
| 5     |       | Alliance populaire (AP)                                              | +008 941, | 3,72 %  | 0      |
| 6     |       | Centre démocratique et social (CDS)                                  | +007 631, | 3,18 %  | 0      |
| 7     |       | Alternativa Verda (Moviment Ecologista de Catalunya) (ca) (AV (MEC)) | +002 228, | 0,93 %  | 0      |
| 8     |       | Els Verds Ecologistes (ca) (EVE)                                     | +000866,  | 0,36 %  | 0      |
| 9     |       | Els Verds (ca) (EV)                                                  | +000770,  | 0,32 %  | 0      |
| 10    |       | Partit Socialista dels Treballadors (ca) (PST)                       | +000742,  | 0,31 %  | 0      |
| 11    |       | Partit Socialdemòcrata de Catalunya (ca) (PSDC)                      | +000726,  | 0,30 %  | 0      |
| 12    |       | Partit Andalús de Catalunya (ca) (PAC)                               | +000472,  | 0,20 %  | 0      |
| 13    |       | Partit Obrer Revolucionari (ca) (POR)                                | +000268,  | 0,11 %  | 0      |
| 14    |       | Juntas Españolas (ca) (JE)                                           | +000205,  | 0,09 %  | 0      |
| 15    |       | Unification communiste d'Espagne (UCE)                               | +000205,  | 0,09 %  | 0      |
| 16    |       | Lliga Obrera Comunista (ca) (LOC)                                    | +000196,  | 0,08 %  | 0      |
| 17    |       | Falange Española de las JONS (FEJONS)                                | +000193,  | 0,08 %  | 0      |
| 18    |       | Unitat Popular Republicana (ca) (UPR)                                | +000160,  | 0,07 %  | 0      |
| 19    |       | Partit Humanista de Catalunya (ca) (PHC)                             | +000144,  | 0,06 %  | 0      |
| 20    |       | Alianza por la República (ca) (AxR)                                  | +000136,  | 0,06 %  | 0      |
| 21    |       | Unidad Centrista (UC)                                                | +000134,  | 0,06 %  | 0      |
| Total | Total | Total                                                                | 238 466   |         | 17     |

### Députés élus
Trois listes sont représentées au Parlement de Catalogne.
| Liste | Liste                              | Rang                     | Nom                       |
| ----- | ---------------------------------- | ------------------------ | ------------------------- |
|       | Convergence et Union               | 1                        | Arcadi Calzada Salavedra  |
| 2     | Convergence et Union               | Ricard Masó i Llunes     |                           |
| 3     | Convergence et Union               | José Oriol Suñer Carbó   |                           |
| 4     | Convergence et Union               | Jordi Martínez Planas    |                           |
| 5     | Convergence et Union               | Trinitat Neras Plaja     |                           |
| 6     | Convergence et Union               | Josep Moliner i Florensa |                           |
| 7     | Convergence et Union               | José Montalat Cufí       |                           |
| 8     | Convergence et Union               | M. Gràcia Bosch i Agustí |                           |
| 9     | Convergence et Union               | Federico Martínez Ibáñez |                           |
| 10    | Convergence et Union               | Pere Casals i Lezcano    |                           |
| 11    | Convergence et Union               | Josep Coll Bertrán       |                           |
|       | Parti des socialistes de Catalogne | 1                        | Joaquim Nadal i Farreras  |
| 2     | Parti des socialistes de Catalogne | Lluís Medir Huerta       |                           |
| 3     | Parti des socialistes de Catalogne | Manel Nadal i Farreras   |                           |
| 4     | Parti des socialistes de Catalogne | Daniel Terradellas Redon |                           |
| 5     | Parti des socialistes de Catalogne | Arseni Gibert Bosch      |                           |
|       | Esquerra Republicana de Catalunya  | 1                        | Marçal Casanovas i Guerri |

## Élections au Parlement de Catalogne de 1992

### Résultats
Aux élections au Parlement de Catalogne de 1992, quinze listes sont candidates dans la circonscription de Gérone. Le taux de participation est de 61,84 %.
| Rang  | Liste | Liste                                                                | Voix      | %       | Sièges |
| ----- | ----- | -------------------------------------------------------------------- | --------- | ------- | ------ |
| 1     |       | Convergence et Union (CiU)                                           | +134 621, | 54,29 % | 11     |
| 2     |       | Parti des socialistes de Catalogne (PSC)                             | +054 085, | 21,81 % | 4      |
| 3     |       | Esquerra Republicana de Catalunya (ERC)                              | +028 764, | 11,60 % | 2      |
| 4     |       | Parti populaire de Catalogne (PPC)                                   | +009 817, | 3,96 %  | 0      |
| 5     |       | Iniciativa per Catalunya (IC)                                        | +008 333, | 3,36 %  | 0      |
| 6     |       | Alternativa Verda (Moviment Ecologista de Catalunya) (ca) (AV (MEC)) | +001 554, | 0,63 %  | 0      |
| 7     |       | Partit Socialista dels Treballadors (ca) (PST)                       | +001 551, | 0,63 %  | 0      |
| 8     |       | Centre démocratique et social (CDS)                                  | +001 391, | 0,56 %  | 0      |
| 9     |       | Els Verds-Unió Verda (EV-UV)                                         | +001 291, | 0,52 %  | 0      |
| 10    |       | Partit dels i les Comunistes de Catalunya) (ca) (PCC)                | +001 128, | 0,45 %  | 0      |
| 11    |       | Agrupació Electoral José María Ruiz Mateos (ca) (AEJMRM)             | +000979,  | 0,39 %  | 0      |
| 12    |       | Catalunya Lliure (ca) (CL)                                           | +000678,  | 0,27 %  | 0      |
| 13    |       | Socialistes Independents (SI)                                        | +000460,  | 0,19 %  | 0      |
| 14    |       | Partit Obrer Revolucionari (ca) (POR)                                | +000203,  | 0,08 %  | 0      |
| 15    |       | Partit Humanista (ca) (PH)                                           | +000114,  | 0,05 %  | 0      |
| Total | Total | Total                                                                | 244 969   |         | 17     |

### Députés élus
Trois listes sont représentées au Parlement de Catalogne.
| Liste | Liste                              | Rang                          | Nom                      |
| ----- | ---------------------------------- | ----------------------------- | ------------------------ |
|       | Convergence et Union               | 1                             | Arcadi Calzada Salavedra |
| 2     | Convergence et Union               | José Capdeferro i Maureta     |                          |
| 3     | Convergence et Union               | José Oriol Suñer Carbó        |                          |
| 4     | Convergence et Union               | Josep Coll Bertrán            |                          |
| 5     | Convergence et Union               | Trinitat Neras Plaja          |                          |
| 6     | Convergence et Union               | Josep M. Salvatella i Suñer   |                          |
| 7     | Convergence et Union               | Fèlix Bota i Gibert           |                          |
| 8     | Convergence et Union               | Isabel Ruiz i Margalef        |                          |
| 9     | Convergence et Union               | Eudald Casadesús i Barceló    |                          |
| 10    | Convergence et Union               | Josep Moliner i Madrenas      |                          |
| 11    | Convergence et Union               | M. Carme Vidal i Xifre        |                          |
|       | Parti des socialistes de Catalogne | 1                             | Joaquim Nadal i Farreras |
| 2     | Parti des socialistes de Catalogne | Arseni Gibert Bosch           |                          |
| 3     | Parti des socialistes de Catalogne | Manel Nadal i Farreras        |                          |
| 4     | Parti des socialistes de Catalogne | Pere Jordi Piella i Vilaregut |                          |
|       | Esquerra Republicana de Catalunya  | 1                             | Josep M. Reguant i Gili  |
| 2     | Esquerra Republicana de Catalunya  | Joan Puigcercós i Boixassa    |                          |

## Élections au Parlement de Catalogne de 1995

### Résultats
Aux élections au Parlement de Catalogne de 1995, neuf listes sont candidates dans la circonscription de Gérone. Le taux de participation est de 67,75 %.
| Rang  | Liste | Liste                                                           | Voix      | %       | Sièges |
| ----- | ----- | --------------------------------------------------------------- | --------- | ------- | ------ |
| 1     |       | Convergence et Union (CiU)                                      | +140 012, | 48,63 % | 9      |
| 2     |       | Parti des socialistes de Catalogne (PSC)                        | +074 124, | 25,74 % | 5      |
| 3     |       | Esquerra Republicana de Catalunya (ERC)                         | +035 338, | 12,27 % | 2      |
| 4     |       | Parti populaire de Catalogne (PPC)                              | +022 618, | 7,86 %  | 1      |
| 5     |       | Iniciativa per Catalunya - Els Verds (IC-EV)                    | +011 546, | 4,01 %  | 0      |
| 6     |       | Alternativa Ecologista de Catalunya (ca) (AEC)                  | +001 122, | 0,39 %  | 0      |
| 7     |       | Partit Obrer Revolucionari (ca) (POR)                           | +000311,  | 0,11 %  | 0      |
| 8     |       | Partit Socialista dels Treballadors (ca) (PST)                  | +000279,  | 0,10 %  | 0      |
| 9     |       | P.I. Ciutadans de Catalunya - F.P. Indep. de España (PICC-FPIE) | +000254,  | 0,09 %  | 0      |
| Total | Total | Total                                                           | 285 604   |         | 17     |

### Députés élus
Quatre listes sont représentées au Parlement de Catalogne.
| Liste | Liste                              | Rang                           | Nom                        |
| ----- | ---------------------------------- | ------------------------------ | -------------------------- |
|       | Convergence et Union               | 1                              | Pere Macias i Arau         |
| 2     | Convergence et Union               | Josep Micaló i Aliu            |                            |
| 3     | Convergence et Union               | Josep Enric Millo i Rocher     |                            |
| 4     | Convergence et Union               | Pere Mutje i Pujol             |                            |
| 5     | Convergence et Union               | Trinitat Neras i Plaja         |                            |
| 6     | Convergence et Union               | Josep Maria Salvatella i Suñer |                            |
| 7     | Convergence et Union               | Eudald Casadesús i Barceló     |                            |
| 8     | Convergence et Union               | Eva Maria Palau i Gil          |                            |
| 9     | Convergence et Union               | Maria Carme Vidal i Xifré      |                            |
|       | Parti des socialistes de Catalogne | 1                              | Manel Nadal i Farreras     |
| 2     | Parti des socialistes de Catalogne | Daniel Terradellas i Redon     |                            |
| 3     | Parti des socialistes de Catalogne | Martí Sans i Pairuto           |                            |
| 4     | Parti des socialistes de Catalogne | Pere Jordi Piella i Vilaregut  |                            |
| 5     | Parti des socialistes de Catalogne | Marina Geli i Fàbrega          |                            |
|       | Esquerra Republicana de Catalunya  | 1                              | Joan Puigcercós i Boixassa |
| 2     | Esquerra Republicana de Catalunya  | Francesc Ferrer i Gironés      |                            |
|       | Parti populaire de Catalogne       | 1                              | Enric Herranz Masó         |

## Élections au Parlement de Catalogne de 1999

### Résultats
Aux élections au Parlement de Catalogne de 1999, quatorze listes sont candidates dans la circonscription de Gérone. Le taux de participation est de 62,16 %.
| Rang  | Liste | Liste                                                   | Voix      | %       | Sièges |
| ----- | ----- | ------------------------------------------------------- | --------- | ------- | ------ |
| 1     |       | Convergence et Union (CiU)                              | +137 079, | 48,55 % | 9      |
| 2     |       | Parti des socialistes de Catalogne (PSC)                | +082 502, | 29,22 % | 5      |
| 3     |       | Esquerra Republicana de Catalunya (ERC)                 | +036 159, | 12,81 % | 2      |
| 4     |       | Parti populaire de Catalogne (PPC)                      | +017 079, | 6,05 %  | 1      |
| 5     |       | Esquerra Unida i Alternativa (EUiA)                     | +002 493, | 0,88 %  | 0      |
| 6     |       | Els Verds-Confederació Ecologista de Catalunya (EV-CEC) | +002 075, | 0,73 %  | 0      |
| 7     |       | Els Verds-Alternativa Verda (EV-AV)                     | +001 370, | 0,49 %  | 0      |
| 8     |       | Trabajadores Públicos Rebotados                         | +000312,  | 0,11 %  | 0      |
| 9     |       | Estat Català                                            | +000206,  | 0,07 %  | 0      |
| 10    |       | Partit de la Llei Natural                               | +000156,  | 0,06 %  | 0      |
| 11    |       | Partit Espinaltià                                       | +000131,  | 0,05 %  | 0      |
| 12    |       | Partit Humanista de Catalunya (ca)                      | +000124,  | 0,04 %  | 0      |
| 13    |       | Lluita Internacionalista                                | +000119,  | 0,04 %  | 0      |
| 14    |       | Catalans al Món                                         | +000110,  | 0,04 %  | 0      |
| Total | Total | Total                                                   | 279 915   |         | 17     |

### Députés élus
Quatre listes sont représentées au Parlement de Catalogne.
| Liste | Liste                                                  | Rang                           | Nom                          |
| ----- | ------------------------------------------------------ | ------------------------------ | ---------------------------- |
|       | Convergence et Union                                   | 1                              | Pere Macias i Arau           |
| 2     | Convergence et Union                                   | Josep Micaló i Aliu            |                              |
| 3     | Convergence et Union                                   | Josep Enric Millo i Rocher     |                              |
| 4     | Convergence et Union                                   | Xavier Soy i Soler             |                              |
| 5     | Convergence et Union                                   | Trinitat Neras i Plaja         |                              |
| 6     | Convergence et Union                                   | Josep Maria Salvatella i Suñer |                              |
| 7     | Convergence et Union                                   | Eudald Casadesús i Barceló     |                              |
| 8     | Convergence et Union                                   | Núria Martínez i Barderi       |                              |
| 9     | Convergence et Union                                   | Pere Lladó i Isabal            |                              |
|       | Parti des socialistes de Catalogne-Ciutadans pel Canvi | 1                              | Marina Geli i Fàbrega        |
| 2     | Parti des socialistes de Catalogne-Ciutadans pel Canvi | Manel Nadal i Farreras         |                              |
| 3     | Parti des socialistes de Catalogne-Ciutadans pel Canvi | Joan Surroca i Sens            |                              |
| 4     | Parti des socialistes de Catalogne-Ciutadans pel Canvi | Martí Sans i Pairuto           |                              |
| 5     | Parti des socialistes de Catalogne-Ciutadans pel Canvi | Joan Boada i Masoliver         |                              |
|       | Esquerra Republicana de Catalunya                      | 1                              | Joan Puigcercós i Boixassa   |
| 2     | Esquerra Republicana de Catalunya                      | Francesc Ferrer i Gironès      |                              |
|       | Parti populaire de Catalogne                           | 1                              | Alicia Sánchez-Camacho Pérez |

## Élections au Parlement de Catalogne de 2003

### Résultats
Aux élections au Parlement de Catalogne de 2003, quinze listes sont candidates dans la circonscription de Gérone. Le taux de participation est de 65,27 %.
| Rang  | Liste | Liste                                                                    | Voix      | %       | Sièges |
| ----- | ----- | ------------------------------------------------------------------------ | --------- | ------- | ------ |
| 1     |       | Convergence et Union (CiU)                                               | +118 286, | 38,67 % | 7      |
| 2     |       | Parti des socialistes de Catalogne (PSC)                                 | +072 352, | 23,65 % | 4      |
| 3     |       | Esquerra Republicana de Catalunya (ERC)                                  | +066 989, | 21,90 % | 4      |
| 4     |       | Parti populaire de Catalogne (PPC)                                       | +024 698, | 8,07 %  | 1      |
| 5     |       | Iniciativa per Catalunya Verds - Esquerra Unida i Alternativa (ICV-EUiA) | +016 328, | 5,34 %  | 1      |
| 6     |       | Els Verds-Alternativa Ecologista (EV-AE)                                 | +001 886, | 0,62 %  | 0      |
| 7     |       | Izquierda Republicana-Partit Republicà d'Esquerres (ca) (IR-PRE)         | +000604,  | 0,20 %  | 0      |
| 8     |       | Partit Obrer Socialista Internacionalista (POSI)                         | +000580,  | 0,19 %  | 0      |
| 9     |       | Ciutadans en Blanc (ca) (CENB)                                           | +000401,  | 0,13 %  | 0      |
| 10    |       | Plataforma per Catalunya (PxC)                                           | +000351,  | 0,11 %  | 0      |
| 11    |       | Estat Català                                                             | +000260,  | 0,08 %  | 0      |
| 12    |       | Partit Comunista del Poble de Catalunya (ca) (PCPC)                      | +000241,  | 0,08 %  | 0      |
| 13    |       | Lluita Internacionalista                                                 | +000185,  | 0,06 %  | 0      |
| 14    |       | Partit Humanista de Catalunya (ca)                                       | +000132,  | 0,04 %  | 0      |
| 15    |       | Movimiento Social Republicano                                            | +0 00060, | 0,02 %  | 0      |
| Total | Total | Total                                                                    | 303 353   |         | 17     |

### Députés élus
Cinq listes sont représentées au Parlement de Catalogne.
| Liste | Liste                                                  | Rang                       | Nom                          |
| ----- | ------------------------------------------------------ | -------------------------- | ---------------------------- |
|       | Convergence et Union                                   | 1                          | Pere Macias i Arau           |
| 2     | Convergence et Union                                   | Irene Rigau i Oliver       |                              |
| 3     | Convergence et Union                                   | Elena Ribera i Garijo      |                              |
| 4     | Convergence et Union                                   | Josep Micaló i Aliu        |                              |
| 5     | Convergence et Union                                   | Esteve Vilanova i Vilà     |                              |
| 6     | Convergence et Union                                   | Eudald Casadesús i Barceló |                              |
| 7     | Convergence et Union                                   | Albert Riera i Pairó       |                              |
|       | Esquerra Republicana de Catalunya                      | 1                          | Pere Vigo i Sallent          |
| 2     | Esquerra Republicana de Catalunya                      | Maria Mercè Roca i Perich  |                              |
| 3     | Esquerra Republicana de Catalunya                      | Carme Capdevila i Palau    |                              |
| 4     | Esquerra Republicana de Catalunya                      | Alfons Quera i Carré       |                              |
|       | Parti des socialistes de Catalogne-Ciutadans pel Canvi | 1                          | Joaquim Nadal i Farreras     |
| 2     | Parti des socialistes de Catalogne-Ciutadans pel Canvi | Marina Geli i Fàbrega      |                              |
| 3     | Parti des socialistes de Catalogne-Ciutadans pel Canvi | Manel Nadal i Farreras     |                              |
| 4     | Parti des socialistes de Catalogne-Ciutadans pel Canvi | Carme Carretero i Romay    |                              |
|       | Iniciativa Verds-Esquerra Alternativa                  | 1                          | Josep Lluís Postigo Garcia   |
|       | Parti populaire de Catalogne                           | 1                          | Alicia Sánchez-Camacho Pérez |

## Élections au Parlement de Catalogne de 2006

### Résultats
Aux élections au Parlement de Catalogne de 2006, dix-huit listes sont candidates dans la circonscription de Gérone. Le taux de participation est de 57,13 %.
| Rang  | Liste | Liste                                                                    | Voix       | %       | Sièges |
| ----- | ----- | ------------------------------------------------------------------------ | ---------- | ------- | ------ |
| 1     |       | Convergence et Union (CiU)                                               | +0104 840, | 38,19 % | 7      |
| 2     |       | Parti des socialistes de Catalogne (PSC)                                 | +0060 755, | 22,13 % | 4      |
| 3     |       | Esquerra Republicana de Catalunya (ERC)                                  | +0052 799, | 19,23 % | 4      |
| 4     |       | Iniciativa per Catalunya Verds - Esquerra Unida i Alternativa (ICV-EUiA) | +0020 978, | 7,64 %  | 1      |
| 5     |       | Parti populaire de Catalogne (PPC)                                       | +0019 808, | 7,22 %  | 1      |
| 6     |       | Ciutadans (C's)                                                          | +0002 584, | 0,94 %  | 0      |
| 7     |       | Els Verds - Alternativa Verda (ca) (EV-AV)                               | +0001 837, | 0,67 %  | 0      |
| 8     |       | Partit Republicà Català (RC)                                             | +0001 193, | 0,43 %  | 0      |
| 9     |       | Parti anti-corrida contre la maltraitance des animaux (PACMA)            | +0001 020, | 0,37 %  | 0      |
| 10    |       | Ciutadans en Blanc (ca) (CENB)                                           | +0 000626, | 0,23 %  | 0      |
| 11    |       | Partit Obrer Socialista Internacionalista (POSI)                         | +0 000601, | 0,22 %  | 0      |
| 12    |       | Escons Insubmisos (ca) (EI-ADD)                                          | +0 000546, | 0,20 %  | 0      |
| 13    |       | Partit Comunista del Poble de Catalunya (ca) (PCPC)                      | +0 000393, | 0,14 %  | 0      |
| 14    |       | Por un Mundo Más Justo                                                   | +0 000325, | 0,12 %  | 0      |
| 15    |       | Partido Familia y Vida (ca) (PFyV)                                       | +0 000220, | 0,08 %  | 0      |
| 16    |       | Plataforma Adelante Catalunya (ca)                                       | +0 000212, | 0,08 %  | 0      |
| 17    |       | Movimiento Social Republicano                                            | +0 000133, | 0,05 %  | 0      |
| 18    |       | Partit Humanista de Catalunya (ca)                                       | +0 000123, | 0,04 %  | 0      |
| Total | Total | Total                                                                    | 268 993    |         | 17     |

### Députés élus
Cinq listes sont représentées au Parlement de Catalogne.
| Liste | Liste                                                         | Rang                           | Nom                        |
| ----- | ------------------------------------------------------------- | ------------------------------ | -------------------------- |
|       | Convergence et Union                                          | 1                              | Eudald Casadesús i Barceló |
| 2     | Convergence et Union                                          | Elena Ribera i Garijo          |                            |
| 3     | Convergence et Union                                          | Santi Vila i Vicente           |                            |
| 4     | Convergence et Union                                          | Xavier Crespo i Llobet         |                            |
| 5     | Convergence et Union                                          | Maria Dolors Rovirola i Coromí |                            |
| 6     | Convergence et Union                                          | Carles Puigdemont i Casamajó   |                            |
| 7     | Convergence et Union                                          | Xavier Dilmé i Vert            |                            |
|       | Esquerra Republicana de Catalunya                             | 1                              | Pere Vigo i Sallent        |
| 2     | Esquerra Republicana de Catalunya                             | Maria Mercè Roca i Perich      |                            |
| 3     | Esquerra Republicana de Catalunya                             | Carme Capdevila i Palau        |                            |
| 4     | Esquerra Republicana de Catalunya                             | Pere Bosch i Cuenca            |                            |
|       | Parti des socialistes de Catalogne                            | 1                              | Joaquim Nadal i Farreras   |
| 2     | Parti des socialistes de Catalogne                            | Marina Geli i Fàbrega          |                            |
| 3     | Parti des socialistes de Catalogne                            | Joan Manuel del Pozo i Alvarez |                            |
| 4     | Parti des socialistes de Catalogne                            | Esteve Pujol i Badà            |                            |
|       | Iniciativa per Catalunya Verds - Esquerra Unida i Alternativa | 1                              | Joan Boada Masoliver       |
|       | Parti populaire de Catalogne                                  | 1                              | Josep Enric Millo i Rocher |

## Élections au Parlement de Catalogne de 2010

### Résultats
Aux élections au Parlement de Catalogne de 2010, vingt-sept listes sont candidates dans la circonscription de Gérone. Le taux de participation est de 59,49 %.
| Rang  | Liste | Liste                                                                    | Voix      | %       | Sièges |
| ----- | ----- | ------------------------------------------------------------------------ | --------- | ------- | ------ |
| 1     |       | Convergence et Union (CiU)                                               | +131 932, | 45,10 % | 9      |
| 2     |       | Parti des socialistes de Catalogne (PSC)                                 | +041 742, | 14,27 % | 3      |
| 3     |       | Esquerra Republicana de Catalunya (ERC)                                  | +026 879, | 9,19 %  | 2      |
| 4     |       | Parti populaire de Catalogne (PPC)                                       | +025 248, | 8,63 %  | 1      |
| 5     |       | Iniciativa per Catalunya Verds - Esquerra Unida i Alternativa (ICV-EUiA) | +014 109, | 4,82 %  | 1      |
| 6     |       | Solidaritat Catalana per la Independència (SI)                           | +013 889, | 4,75 %  | 1      |
| 7     |       | Reagrupament Independentista (RI)                                        | +009 557, | 3,27 %  | 0      |
| 8     |       | Plataforma per Catalunya (PxC)                                           | +006 441, | 2,20 %  | 0      |
| 9     |       | Ciutadans (C's)                                                          | +004 954, | 1,69 %  | 0      |
| 10    |       | Escons en Blanc (ca) (Eb)                                                | +002 159, | 0,74 %  | 0      |
| 11    |       | Els Verds - Grup Verd Europeu (es)                                       | +001 548, | 0,53 %  | 0      |
| 12    |       | Parti anti-corrida contre la maltraitance des animaux (PACMA)            | +001 129, | 0,39 %  | 0      |
| 13    |       | Pagesos per la Dignitat Rural Catalana                                   | +000824,  | 0,28 %  | 0      |
| 14    |       | Des de Baix (ca)                                                         | +000715,  | 0,24 %  | 0      |
| 15    |       | Pirates de Catalunya (ca) (PIRATA.CAT)                                   | +000574,  | 0,20 %  | 0      |
| 16    |       | P.Gay, Lésbico, Bisexual, Transexual i Heterosexual                      | +000312,  | 0,11 %  | 0      |
| 17    |       | Coordinadora Reusenca Independent (ca) (CORI)                            | +000276,  | 0,09 %  | 0      |
| 18    |       | Partido de los Pensionistas en Acción                                    | +000271,  | 0,09 %  | 0      |
| 19    |       | Union, progrès et démocratie (UPyD)                                      | +000238,  | 0,08 %  | 0      |
| 20    |       | Partit Obrer Socialista Internacionalista (POSI)                         | +000237,  | 0,08 %  | 0      |
| 21    |       | Partit Comunista del Poble de Catalunya (ca) (PCPC)                      | +000233,  | 0,08 %  | 0      |
| 22    |       | Partido Familia y Vida (ca) (PFyV)                                       | +000225,  | 0,08 %  | 0      |
| 23    |       | Partit Republicà d'Esquerra (ca) (PRE)                                   | +000202,  | 0,07 %  | 0      |
| 24    |       | Movimiento Social Republicano                                            | +000184,  | 0,06 %  | 0      |
| 25    |       | Falange Española de las JONS (FEJONS)                                    | +000172,  | 0,06 %  | 0      |
| 27    |       | Unification communiste d'Espagne (UCE)                                   | +0 00047, | 0,02 %  | 0      |
| Total | Total | Total                                                                    | 284 097   |         | 17     |

### Députés élus
Six listes sont représentées au Parlement de Catalogne.
| Liste | Liste                                                         | Rang                           | Nom                        |
| ----- | ------------------------------------------------------------- | ------------------------------ | -------------------------- |
|       | Convergence et Union                                          | 1                              | Santi Vila i Vicente       |
| 2     | Convergence et Union                                          | Elena Ribera i Garijo          |                            |
| 3     | Convergence et Union                                          | Eudald Casadesús i Barceló     |                            |
| 4     | Convergence et Union                                          | Xavier Crespo i Llobet         |                            |
| 5     | Convergence et Union                                          | Maria Dolors Rovirola i Coromí |                            |
| 6     | Convergence et Union                                          | Carles Puigdemont i Casamajó   |                            |
| 7     | Convergence et Union                                          | Xavier Dilmé i Vert            |                            |
| 8     | Convergence et Union                                          | Lluís Guinó i Subirós          |                            |
| 9     | Convergence et Union                                          | Begonya Montalban i Vilas      |                            |
|       | Parti des socialistes de Catalogne                            | 1                              | Joaquim Nadal i Farreras   |
| 2     | Parti des socialistes de Catalogne                            | Marina Geli i Fàbrega          |                            |
| 3     | Parti des socialistes de Catalogne                            | Esteve Pujol i Badà            |                            |
|       | Esquerra Republicana de Catalunya                             | 1                              | Carme Capdevila i Palau    |
| 2     | Esquerra Republicana de Catalunya                             | Pere Vigo i Sallent            |                            |
|       | Iniciativa per Catalunya Verds - Esquerra Unida i Alternativa | 1                              | Joan Boada Masoliver       |
|       | Parti populaire de Catalogne                                  | 1                              | Josep Enric Millo i Rocher |
|       | Solidaritat Catalana per la Independència                     | 1                              | Antoni Strubell i Trueta   |

## Élections au Parlement de Catalogne de 2012

### Résultats
Aux élections au Parlement de Catalogne de 2012, quinze listes sont candidates dans la circonscription de Gérone. Le taux de participation est de 69,29 %.
| Rang  | Liste | Liste                                                                    | Voix       | %       | Sièges |
| ----- | ----- | ------------------------------------------------------------------------ | ---------- | ------- | ------ |
| 1     |       | Convergence et Union (CiU)                                               | +148 237,  | 42,95 % | 9      |
| 2     |       | Esquerra Republicana de Catalunya (ERC)                                  | +061 358,  | 17,78 % | 3      |
| 3     |       | Parti des socialistes de Catalogne (PSC)                                 | +034 688,  | 10,05 % | 2      |
| 4     |       | Parti populaire de Catalogne (PPC)                                       | +0033 096, | 9,59 %  | 2      |
| 5     |       | Iniciativa per Catalunya Verds - Esquerra Unida i Alternativa (ICV-EUiA) | +020 397,  | 5,91 %  | 1      |
| 6     |       | Candidature d'unité populaire (CUP)                                      | +014 499,  | 4,20 %  | 0      |
| 7     |       | Ciutadans (C's)                                                          | +0012 341, | 3,58 %  | 0      |
| 8     |       | Solidaritat Catalana per la Independència (SI)                           | +006 011,  | 1,74 %  | 0      |
| 9     |       | Plataforma per Catalunya (PxC)                                           | +003 377,  | 0,98 %  | 0      |
| 10    |       | Escons en Blanc (ca) (Eb)                                                | +001 946,  | 0,56 %  | 0      |
| 11    |       | Parti animaliste contre la maltraitance des animaux (PACMA)              | +001 565,  | 0,45 %  | 0      |
| 12    |       | Pirates de Catalunya (ca) (PIRATA.CAT)                                   | +001 137,  | 0,33 %  | 0      |
| 13    |       | Hartos.org                                                               | +000718,   | 0,21 %  | 0      |
| 14    |       | Union, progrès et démocratie (UPyD)                                      | +000701,   | 0,20 %  | 0      |
| 15    |       | Unification communiste d'Espagne (UCE)                                   | +000525,   | 0,06 %  | 0      |
| Total | Total | Total                                                                    | 340 803    |         | 17     |

### Députés élus
Cinq listes sont représentées au Parlement de Catalogne.
| Liste | Liste                                                         | Rang                         | Nom                        |
| ----- | ------------------------------------------------------------- | ---------------------------- | -------------------------- |
|       | Convergence et Union                                          | 1                            | Santi Vila i Vicente       |
| 2     | Convergence et Union                                          | Elena Ribera i Garijo        |                            |
| 3     | Convergence et Union                                          | Carles Puigdemont i Casamajó |                            |
| 4     | Convergence et Union                                          | Xavier Crespo i Llobet       |                            |
| 5     | Convergence et Union                                          | Dolors Rovirola i Coromí     |                            |
| 6     | Convergence et Union                                          | Pere Vila i Fulcarà          |                            |
| 7     | Convergence et Union                                          | Xavier Dilmé i Vert          |                            |
| 8     | Convergence et Union                                          | Lluís Guinó i Subirós        |                            |
| 9     | Convergence et Union                                          | Begonya Montalban i Vilas    |                            |
|       | Esquerra Republicana de Catalunya                             | 1                            | Roger Torrent i Ramió      |
| 2     | Esquerra Republicana de Catalunya                             | Sergi Sabrià i Benito        |                            |
| 3     | Esquerra Republicana de Catalunya                             | Pere Bosch i Cuenca          |                            |
|       | Parti des socialistes de Catalogne                            | 1                            | Juli Fernández i Iruela    |
| 2     | Parti des socialistes de Catalogne                            | Marina Geli i Fàbrega        |                            |
|       | Parti populaire de Catalogne                                  | 1                            | Josep Enric Millo i Rocher |
| 2     | Parti populaire de Catalogne                                  | Sergio Santamaría Santigosa  |                            |
|       | Iniciativa per Catalunya Verds - Esquerra Unida i Alternativa | 1                            | Marc Vidal Pou             |

## Élections au Parlement de Catalogne de 2015

### Résultats
Aux élections au Parlement de Catalogne de 2015, onze listes sont candidates dans la circonscription de Gérone. Le taux de participation est de 75,94 %.
| Rang  | Liste | Liste                                                       | Voix      | %       | Sièges |
| ----- | ----- | ----------------------------------------------------------- | --------- | ------- | ------ |
| 1     |       | Junts pel Sí (JxSí)                                         | +216 333, | 56,06 % | 11     |
| 2     |       | Ciutadans (C's)                                             | +048 346, | 12,53 % | 2      |
| 3     |       | Parti des socialistes de Catalogne (PSC)                    | +033 416, | 8,66 %  | 1      |
| 4     |       | Candidature d'unité populaire (CUP)                         | +033 117, | 8,58 %  | 1      |
| 5     |       | Parti populaire de Catalogne (PPC)                          | +022 660, | 5,87 %  | 1      |
| 6     |       | Catalunya Sí que es Pot (CSQP)                              | +018 399, | 4,77 %  | 1      |
| 7     |       | Union démocratique de Catalogne (CUP)                       | +008 295, | 2,15 %  | 0      |
| 8     |       | Parti animaliste contre la maltraitance des animaux (PACMA) | +001 823, | 0,47 %  | 0      |
| 9     |       | Recortes Cero - Els Verds                                   | +000759,  | 0,20 %  | 0      |
| 10    |       | Pirates de Catalunya (ca) (PIRATA.CAT)                      | +000327,  | 0,08 %  | 0      |
| 11    |       | Guanyem Catalunya                                           | +000320,  | 0,08 %  | 0      |
| Total | Total | Total                                                       | 383 795   |         | 17     |

### Députés élus
Six listes sont représentées au Parlement de Catalogne.
| Liste | Liste                              | Rang                           | Nom                           |
| ----- | ---------------------------------- | ------------------------------ | ----------------------------- |
|       | Junts pel Sí                       | 1                              | Lluís Llach i Grande          |
| 2     | Junts pel Sí                       | Anna Caula i Paretas           |                               |
| 3     | Junts pel Sí                       | Carles Puigdemont i Casamajó   |                               |
| 4     | Junts pel Sí                       | Roger Torrent i Ramió          |                               |
| 5     | Junts pel Sí                       | Natàlia Figueras i Pages       |                               |
| 6     | Junts pel Sí                       | Maria Dolors Bassa i Coll      |                               |
| 7     | Junts pel Sí                       | Lluís Guinó i Subirós          |                               |
| 8     | Junts pel Sí                       | Jordi Munell i García          |                               |
| 9     | Junts pel Sí                       | Sergi Sabria i Benito          |                               |
| 10    | Junts pel Sí                       | Maria Dolors Rovirola i Coromi |                               |
| 11    | Junts pel Sí                       | Jordi Orobitg i Solé           |                               |
|       | Ciutadans                          | 1                              | Juan Maria Castell i Sucarrat |
| 2     | Ciutadans                          | Alfonso Sánchez i Fisac        |                               |
|       | Parti des socialistes de Catalogne | 1                              | Rafel Bruguera Batalla        |
|       | Candidature d'unité populaire      | 1                              | Benet Salellas i Vilar        |
|       | Parti populaire de Catalogne       | 1                              | Josep Enric Millo i Rocher    |
|       | Catalunya Sí que es Pot            | 1                              | Marc Vidal i Pou              |

## Élections au Parlement de Catalogne de 2017

### Députés élus
| Parti | Parti | Députés élus |
| ----- | ----- | --- |
| JxC   |       | Gemma Geis Carreras, Lluís Puig i Gordi, Marta Madrenas i Mir, Narcís Clara Lloret, Lluís Guinó i Subirós, Jordi Munell Garcia, Francesc Xavier Ten Costa |
| ERC   |       | Dolors Bassa, Roger Torrent, Anna Caula i Paretas, Sergi Sabrià i Benito                                                                                  |
| Cs    |       | Juan Maria Castell Sucarrat, Alfonso Sánchez Fisac, Héctor Amelló Montiu, María del Camino Fernández Riol                                                 |
| PSC   |       | Rafel Bruguera Batalla |
| CUP   |       | Natàlia Sànchez Dipp |

- Lluís Puig (JxC) est remplacé en janvier 2018 par Ferran Roquer i Padrosa.
- Dolors Bassa (ERC) est remplacée en mars 2018 par Magda Casamitjana i Aguilà.
  - Magda Casamitjana (ERC) est remplacée en décembre 2018 par Jordi Orobitg i Solé.

## Élections au Parlement de Catalogne de 2021

### Députés élus
| Parti | Parti | Députés élus |
| ----- | ----- | --- |
| Junts |       | Gemma Geis Carreras, Marta Madrenas i Mir, Salvador Vergés i Tejero, Francesc Xavier Ten Costa, Maria Antònia Batlle i Andreu, Ferran Roquer i Padrosa, Jordi Munell i Garcia |
| ERC   |       | Teresa Jordà, Sergi Sabrià, Anna Caula, Bartomeu Compte Masmitjà |
| PSC   |       | Silvia Paneque Sureda, Oscar Aparicio Pedrosa, Mónica Ríos García |
| CUP   |       | Dani Cornellà Detrell, Montserrat Vinyets Pagès |
| Vox   |       | Alberto Tarradas Paneque |

- Anna Caula (ERC) est remplacée le 15 juin 2021 par Jordi Orobitg i Solé après renonciation de Laia Cañigueral.
- Sergi Sabrià (ERC) est remplacé le 15 juin 2021 par Anna Torrentà Costa.
- Teresa Jordà (ERC) est remplacée le 28 juillet 2021 par Jaume Butinyà i Sitjà.
- Gemma Geis (Junts) est remplacée le 6 août 2021 par Pere Albó Marlés.
- Ferran Roquer (Junts) est remplacé le 2 mars 2022 par Maite Selva i Huertas.
- Marta Madrenas (Junts) est remplacée le 31 août 2023 par Susanna Bazán i López.

## Élections au Parlement de Catalogne de 2024

### Députés élus
| Parti | Parti | Députés élus |
| ----- | ----- | --- |
| Junts |       | Salvador Vergés i Tejero, Carme Renedo i Puig, Isaac Padrós i Suárez, Sònia Martínez i Juli, Maite Selva i Huertas, María Àngels Planas i Crous, Jordi Munell i Garcia |
| PSC   |       | Silvia Paneque Sureda, Víctor Puga López, Mónica Ríos García, Francesc Jesús Becerra Ramírez                                                                           |
| ERC   |       | Laia Cañigueral, Jordi Viñas i Xifra |
| AC    |       | Sílvia Orriols Serra |
| PP    |       | Jaume Veray Cama |
| Vox   |       | Alberto Tarradas Paneque |
| CUP   |       | Dani Cornellà Detrell |